# Michael Shrieve
Michael Shrieve (6 de julho de 1949) é um baterista, percussionista e compositor americano. É conhecido por ter sido integrante da banda de rock Santana, tocando nos primeiros sete álbuns da banda, de 1969 a 1974. Shrieve foi o segundo músico mais jovem a se apresentar no Woodstock em 1969, aos 20 anos. Seu solo de bateria durante " Soul Sacrifice " no filme de Woodstock foi descrito como "eletrizante", apesar do artista ja ter considerado uma de suas apresentações em Tanglewood  melhores.
Michael Shrieve tambem participou do primeiro álbum solo de Roger Hodgson (ex-membro da banda Supertramp ), In the Eye of the Storm .

## História
A primeira banda em tempo integral de Shrieve se chamou Glass Menagerie, seguida por colaborações com  BB King e Etta James. Aos 16 anos, Shrieve tocou em uma jam session no Auditório Fillmore, onde chamou a atenção do gerente de Santana, Stan Marcum. Quando ele tinha 19 anos, Shrieve tocou com Carlos Santana em um estúdio de gravação e foi convidado a se juntar naquele dia.

## Premiações
In 1998 Shrieve foi induzido ao Rock & Roll Hall of Fame pelo seu trabalho em Santana.
Em março de 2011, os leitores da revista Rolling Stone escolheram-o como um dos melhores bateristas de todos os tempos tendo alcançado o 10º lugar.

## Discografia

### Como baterista
- (1969) com Santana — Santana
- (1970) com Santana — Abraxas
- (1971) com Santana — Santana III
- (1972) com Santana — Caravanserai
- (1973) com Santana— Love Devotion Surrender
- (1973) com Santana — Welcome
- (1974) com Santana — Borboletta
- (1976) com Automatic Man
- (1976) com Go/Stomu Yamashta
- (1979) com Richard Wahnfried — Time Actor (percussão)
- (1980) com Pat Travers Band — Crash and Burn (percussão)
- (1981) com Klaus Schulze - Trancefer (percussão)
- (1981) com Novo Combo — Novo Combo
- (1981) com Richard Wahnfried — Tonwelle
- (1982) com Novo Combo — Animation Generation
- (1983) com Klaus Schulze - Audentity (EEH Computer/Simmons Drums)
- (1984) com Richard Wahnfried — Megatone (percussion)
- (1984) com Hagar Schon Aaronson Shrieve (HSAS) — Through the Fire
- (1984) com Roger Hodgson — In the Eye of the Storm
- (1988) com Steve Roach — The Leaving Time
- (1993) com Jonas Hellborg and Buckethead — Octave of the Holy Innocents
- (1995) com Shawn Lane, Jonas Hellborg, Bill Frisell & Wayne Horovitz
- (1997) com ex-Santana members — Abraxas Pool
- (2004) com Revolution Void — Increase the Dosage (uma faixa)
- (2016) com Santana — Santana IV

### Como compositor
- (1971) If I Could Only Remember My Name (David Crosby, uma faixa)
- (1984) Transfer Station Blue (com Kevin Shrieve & Klaus Schulze, gravação 1979–83)
- (1986) In Suspect Terrain (EMC 8100)
- (1989) Big Picture (com David Beal)
- (1989) Stiletto (com Mark Isham, David Torn, Andy Summers, & Terje Gewelt)
- (1989) The Leaving Time (com Steve Roach)
- (1994) Fascination (com Bill Frisell & Wayne Horvitz)
- (1995) Two Doors (Door 1 com Jonas Hellborg & Shawn Lane) (Door 2 com Bill Frisell & Wayne Horvitz)
- (2005) Oracle (com Amon Tobin)
- (2006) Drums of Compassion  (com Jeff Greinke, Jack DeJohnette, Zakir Hussain, & Airto Moreira)